# WIMA (Mittelwellensender)
Koordinaten: 40° 40′ 47″ N, 84° 6′ 34″ W
WIMA oder WIMA-AM (Branding: „News Talk 1550 WIMA“) ist ein US-amerikanischer Hörfunksender aus Lima im US-Bundesstaat Ohio. WIMA-AM sendet im Talkradio-Format auf der Mittelwellen-Frequenz 1550 kHz. Eigentümer und Betreiber ist die Citicasters Licenses, Inc.

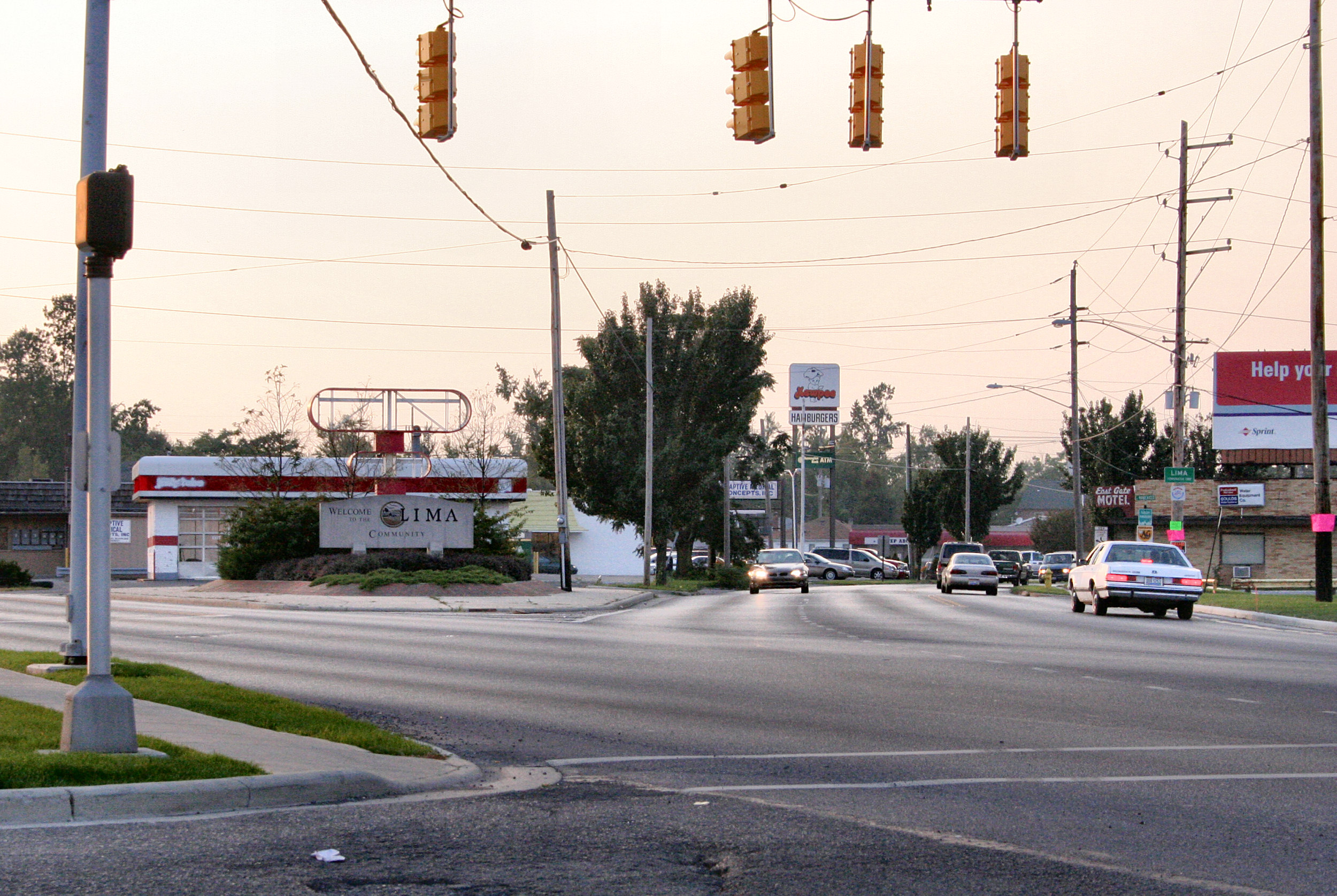
Downtown Lima, Ohio